# Ramphastos ambiguus
Ramphastos ambiguus là một loài chim trong họ Ramphastidae.